# Bandera de buena suerte

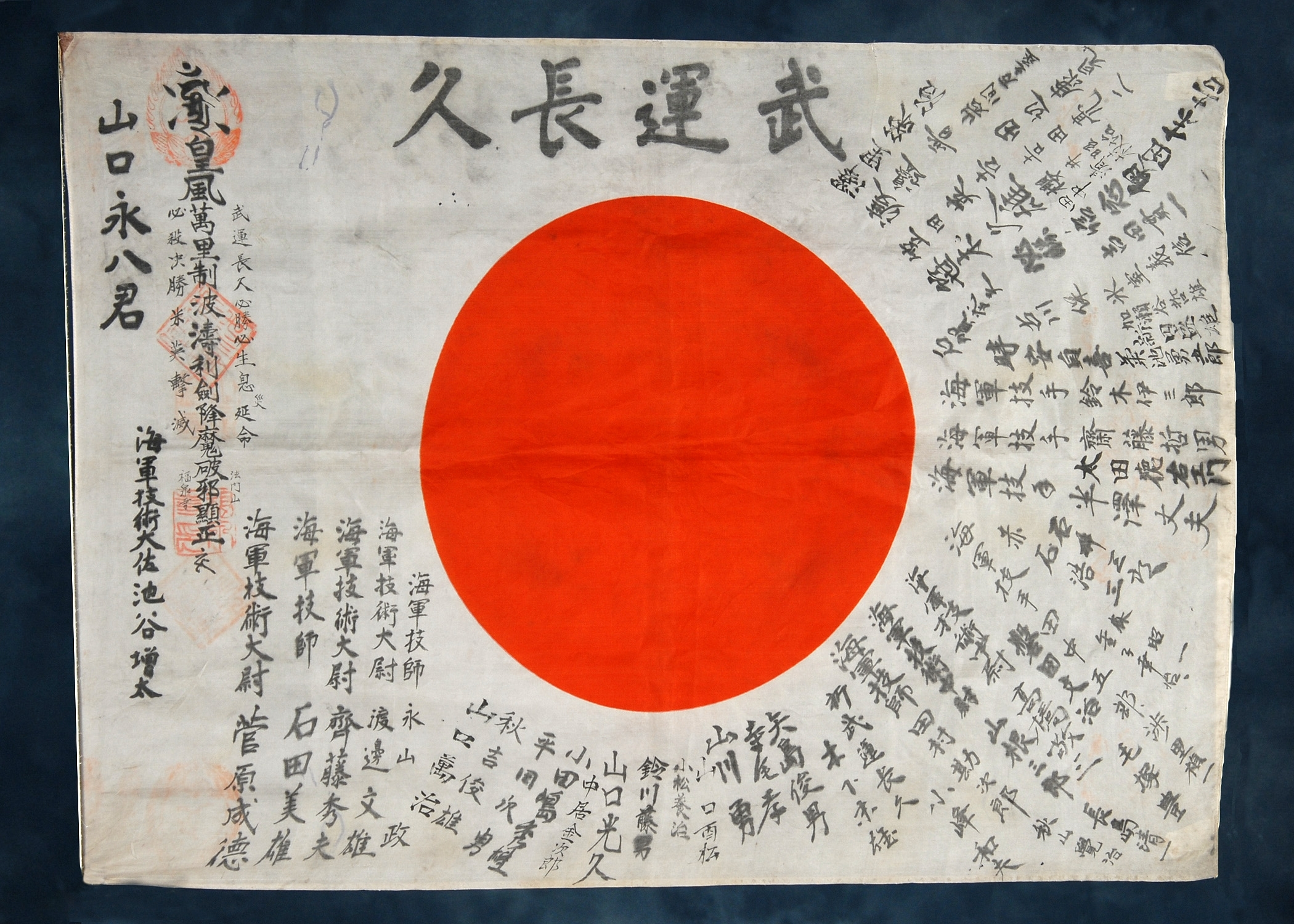
Una Hinomaru firmada de Eihachi Yamaguchi

La Bandera de buena suerte (寄せ書き日の丸 yosegaki hinomaru) fue un regalo tradicional para los militares japoneses desplegados durante las campañas militares del Imperio del Japón, especialmente durante la Segunda Guerra Mundial. La bandera que se le daba a un soldado era una bandera nacional firmada por amigos y familiares, a menudo con mensajes cortos que deseaban al soldado la victoria, la seguridad y la buena suerte. Hoy en día, se utiliza para eventos como organizaciones benéficas y deportes.
Los japoneses llaman a la bandera de su país hinomaru, que se traduce como "círculo del sol" y se refiere al círculo rojo en un campo blanco. Cuando se firmaba el hinomaru, los caracteres japoneses usualmente se escribían de forma vertical e irradiaban hacia afuera desde el borde del círculo rojo. Esta práctica se menciona en el segundo término, yosegaki, que significa "colección de escritura". La frase hinomaru-yosegaki se puede interpretar como "Colección de escritura alrededor del sol rojo", que describe la apariencia de la bandera firmada.

## Historia
El hinomaru-yosegaki se presentaba tradicionalmente a un hombre antes de su incorporación a las fuerzas armadas japonesas o antes del despliegue. En general, los familiares, vecinos, amigos y compañeros de trabajo de la persona que recibía la bandera escribían sus nombres, mensajes de buena suerte, exhortaciones u otros mensajes personales en la bandera. La escritura generalmente fluía hacia los lados en un patrón rayado que se aleja del sol rojo. Sin embargo, si los mensajes se hacinaban, los simpatizantes improvisaban y escribían en cualquier lugar donde pudieran escribir un mensaje.

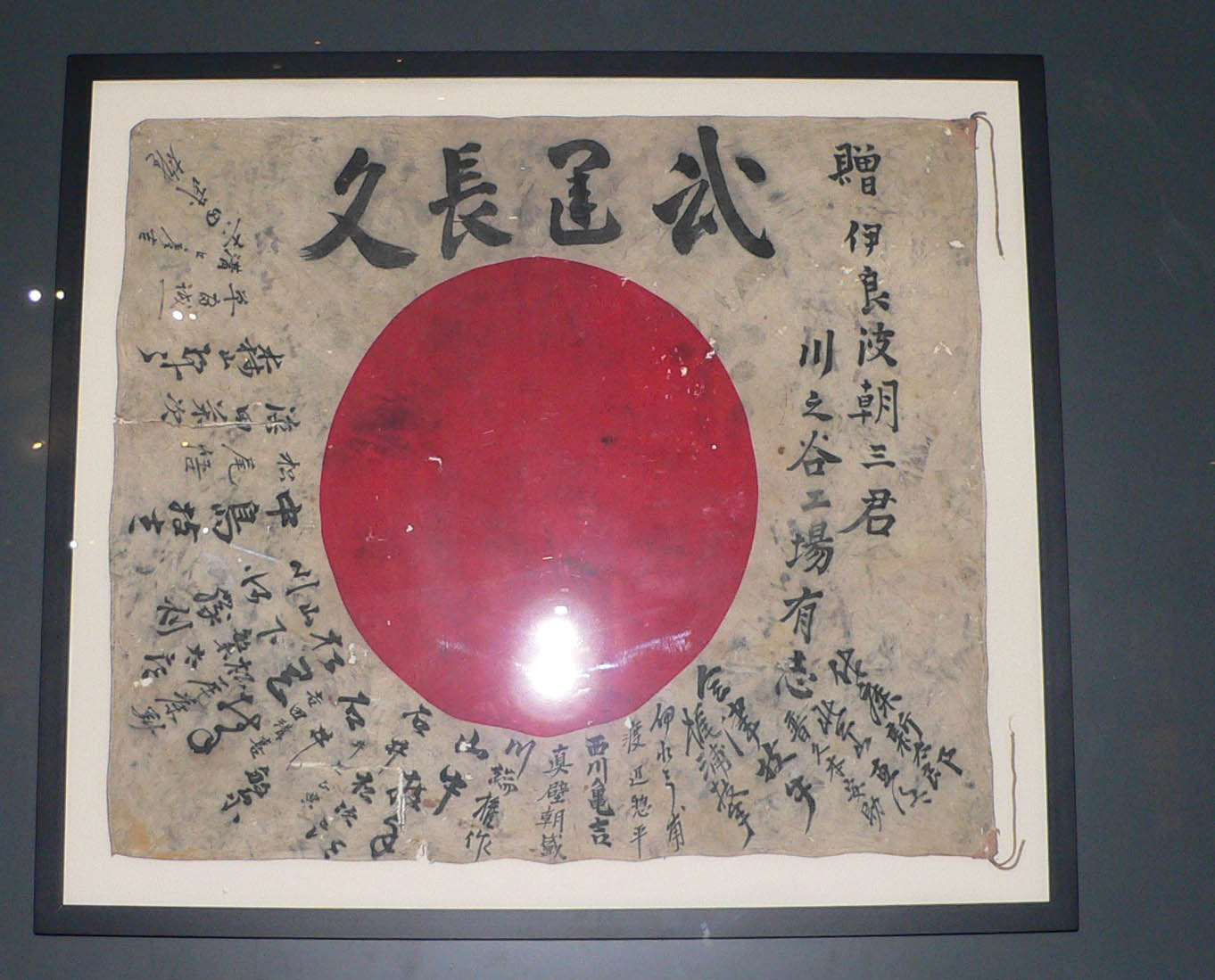
Los soldados japoneses a menudo portaban banderas personales, firmadas por amigos y vecinos, como un símbolo patriótico. Esta bandera fue capturada durante la batalla de Guam. Donada por el Sr. Ralph Phipps.

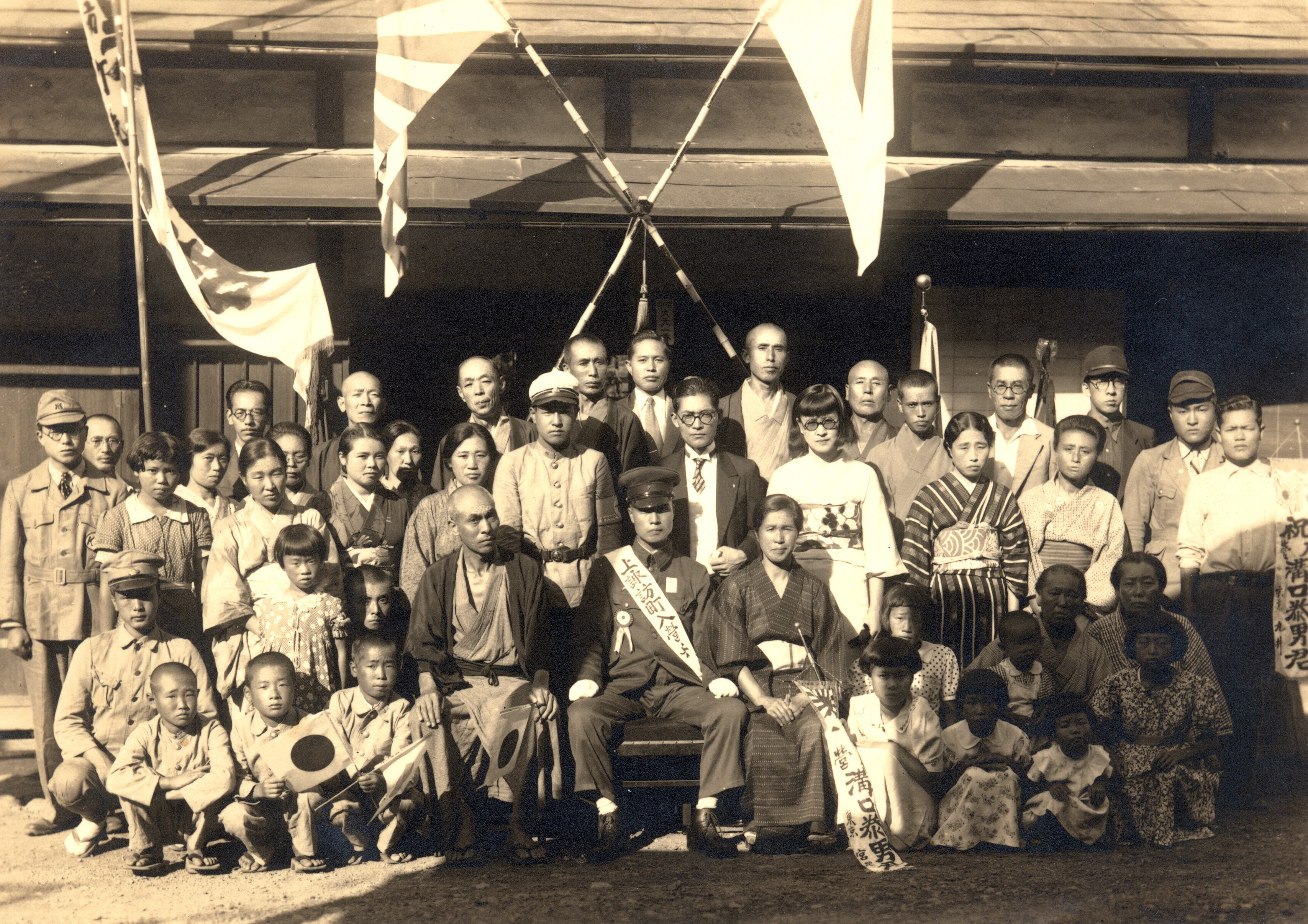
Foto de los años 30 de un alistamiento militar. El Hinomaru se muestra en la casa y en manos de varios niños.

Normalmente, se escribía algún tipo de exhortación como Bu un Chou kyu en la parte superior, dentro del campo blanco. Traducido al español, Bu un Chou kyu significa "Que tu fortuna militar sea duradera". Normalmente, se podían ver caracteres oscuros de tamaño mediano que se ejecutaban verticalmente en el margen derecho o izquierdo de la bandera. Estos generalmente ocurren en una, dos o tres columnas y generalmente son los nombres del hombre que recibía la bandera y el nombre de la persona u organización que le presentaba el regalo. Los caracteres kanji se escribían normalmente con un pincel de caligrafía y tinta. Aunque normalmente era costumbre firmar solo alrededor del centro rojo de la bandera, también se pueden encontrar algunos ejemplos con caracteres escritos en el centro rojo.

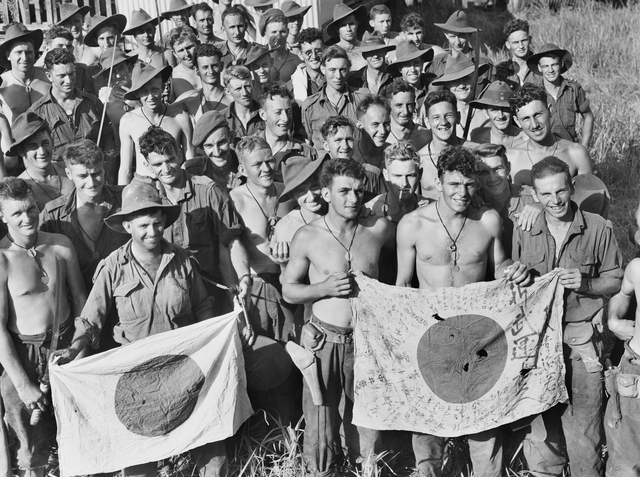
Banderas japonesas capturadas el 26 de septiembre de 1943. Los soldados de la 2/6 de la Compañía Independiente exhiben banderas japonesas que capturaron durante la batalla de Kaiapit entre el 19 y el 20 de septiembre de 1943. Foto de AWM 057510

A comienzos, la costumbre de escribir en banderas fue controversial. Algunas fuentes indican que las banderas firmadas se convirtieron en parte del equipo militar de guerra, junto con un "cinto de mil puntadas" (senninbari), durante la primera guerra sino-japonesa (1894-1895). Las Banderas de buena suerte anteriores al incidente de Manchuria (1931) se consideraban raras. En general, se acepta que la mayoría de los hinomaru-yosegaki que se ven hoy en día provienen de justo antes o durante el período de la segunda guerra sino-japonesa (1937-1945).
Para el militar estacionado lejos del hogar y sus seres queridos, el hinomaru-yosegaki ofrecía al propietario esperanzas y oraciones cada vez que se desplegaba la bandera. Se creía que la bandera, con sus numerosas firmas y lemas, proporcionaría una fuerza o poder combinados para ver a su propietario en tiempos difíciles. Además, le recordaba de manera material cumplir con su deber. El desempeño de ese deber significaba que no se esperaba que el guerrero regresara a casa después de la batalla. A menudo, el militar que salía dejaba las uñas cortadas y el pelo para que sus familiares tuvieran algo de él para celebrar un funeral. Se rendía un gran honor a la familia de aquellos cuyos hijos, esposos, hermanos y padres morían en servicio del país y del emperador. La creencia del autosacrificio era central en la cultura japonesa y era muy apreciada durante la Segunda Guerra Mundial. Culturalmente, los japoneses creían que al cumplir con su deber debían ofrecer su vida al emperador como parte del código samurái o bushido (Camino del guerrero). Esta cosmovisión se introdujo en Japón del siglo XX desde los viejos tiempos de guerra de Japón feudal y se imprimió en los soldados del siglo XX, la mayoría de los cuales descendían de las familias no samurái.

## Reportes de veteranos estadounidenses

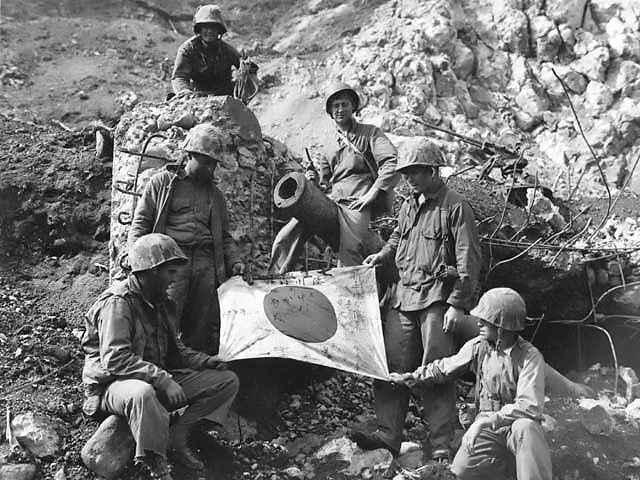
Infantería de marina de los Estados Unidos captura una bandera japonesa en Iwo Jima

En el libro de Sid Phillips, You'll Be Sor-ree, se describe el papel de las banderas japonesas jugadas en la Guerra del Pacífico: "Todos los japoneses parecían tener una bandera de seda personal con letras japonesas por todas partes y una gran bola de carne en el centro". Hay numerosos libros que describen estos recuerdos llevados a casa por los infantes de marina de los EE. UU. y la infantería del ejército de los EE. UU. Otro ejemplo es el libro de Eugene Sledge, Diario de un marine, "Los hombres se regocijaron, se compararon y con frecuencia intercambiaron sus premios. Fue un ritual brutal y espantoso como el que se ha producido desde la antigüedad en campos de batalla donde los antagonistas han poseído un profundo odio mutuo." En un artículo de 2008 de Monroe News, un veterano de la Segunda Guerra Mundial habló sobre la bandera que trajo del teatro del Pacífico. Dijo que no buscó a todos los soldados japoneses a los que disparó, ya que generalmente no había suficiente tiempo. Encontró la bandera mientras luchaba en la isla de Mindanao en Filipinas. Dijo que los soldados no llevaban grandes recuerdos, como una katana (espada), por temor a que alguien la robara; una bandera podría ser fácilmente oculta. La bandera fue devuelta a Japón a través del Dr. Yasuhiko Kaji, quien busca al propietario y/o su familia.

## Esfuerzos por devolver las banderas

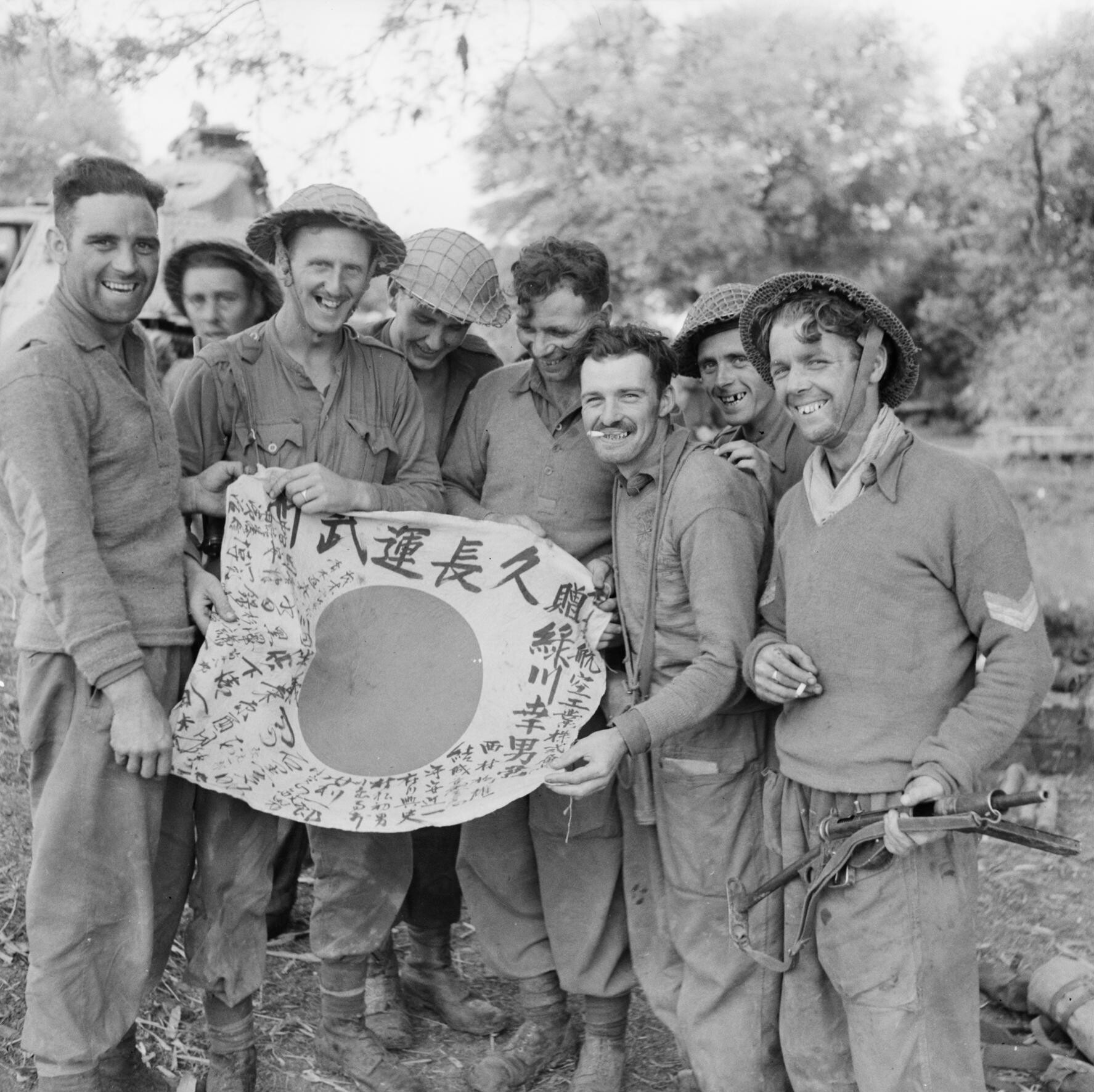
Hombres del 1.º batallón, los escoceses reales posan para una fotografía con una bandera japonesa tomada como recuerdo después de expulsar a los japoneses de Payan, cerca de Shwebo, enero de 1945.

La OBON Society (anteriormente OBON 2015) es una organización sin fines de lucro con la misión de devolver "banderas de buena suerte" a sus familias en Japón. La Embajada de Estados Unidos en Tokio escribió una carta a OBON 2015 declarando: «OBON 2015 continúa con el espíritu de reconciliación y amistad del presidente Kennedy». En 2015, el gobierno japonés reconoció los esfuerzos de la OBON SOCIETY cuando Rex y Keiko Ziak, fundadores de OBON Society , viajaron a Japón con un grupo de veteranos de los EE. UU. para reunirse con el primer ministro Shinzo Abe. Con el 70 aniversario del fin de la Segunda Guerra Mundial, el trabajo de OBON Society ha sido reconocido por el ministro de Asuntos Exteriores de Japón como un símbolo importante de reconciliación, entendimiento mutuo y amistad entre nuestros dos países. Desde agosto de 2017, han devuelto 108 banderas y tienen más de 295 otras banderas en las que están trabajando actualmente para regresar. El 15 de agosto de 2017, OBON Society organizó a Marvin Strombo, veterano de la Segunda Guerra Mundial de 93 años, un viaje a Japón para devolver su bandera a la familia (Tatsuya Yasue, hermano menor de 89 años) en su aldea. Las noticias y entrevistas publicadas indican que el esfuerzo por devolver las banderas se considera un acto humanitario que puede proporcionar un cierre a los miembros de la familia.

## Preservación y restauración

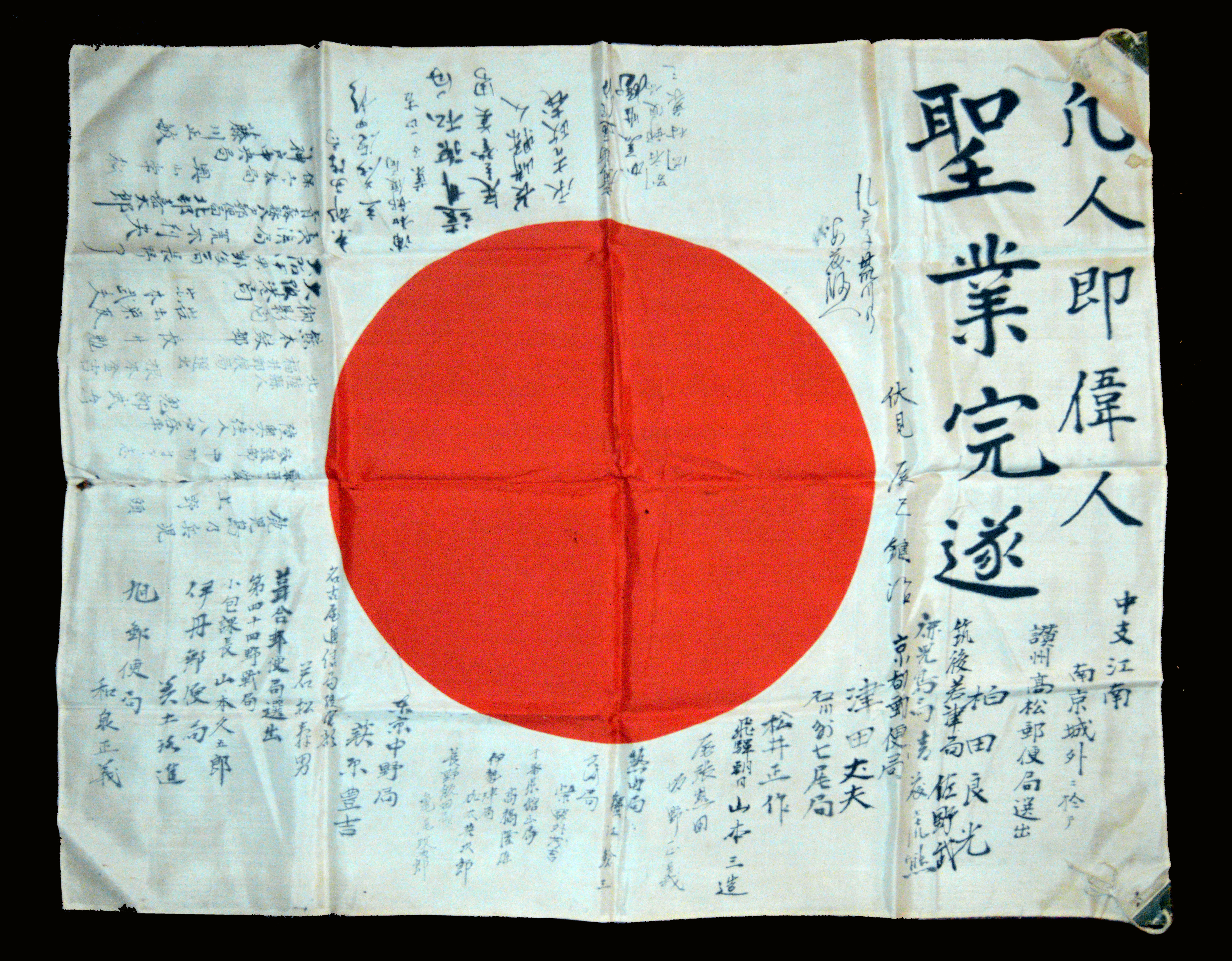
Bandera japonesa de buena suerte de seda de la Segunda Guerra Mundial bien conservada

El Museo Nacional de la Segunda Guerra Mundial de los Estados Unidos pública una guía de conservación con una lista de recomendaciones para almacenar y conservar materiales sintéticos como banderas. Dichos artefactos deben almacenarse en áreas de clima controlado, nunca en áticos o sótanos, y también deben mantenerse alejados de la luz brillante, como la luz solar y las luces fluorescentes que tienen grandes cantidades de rayos UV. Si está diseñado para ser exhibido, una bandera o cualquier artefacto textil debe ser apoyado por un respaldo, nunca debe dejarse colgar por su propio peso. Si se almacena en una caja, asegúrese de que el tejido sea plano y no tenga pliegues. No utilice bolsas de plástico selladas; Sin embargo, se pueden utilizar bolsas de muselina. El contacto directo con humanos también puede causar daños a estos artefactos, ya que las manos pueden transferir aceites, sudor o maquillaje al artefacto y causar daños. Use guantes limpios de algodón o nailon cuando maneje textiles de reliquia.